# Bob Lennon
Pour les articles homonymes, voir Lennon.
 (juillet 2020).
Bob Lennon, né le 3 avril 1987 à Romans-sur-Isère, dans la Drôme, est un vidéaste web et auteur français, spécialisé dans le jeu vidéo. Il évolue principalement sur les plateformes YouTube et Twitch.
Il participe également à des web-séries, dessins animés et émissions, principalement sur YouTube.
Le pseudonyme de « Bob Lennon » date de son enfance. Il vient en partie du surnom que sa famille donnait à son frère ainé : « Bobby », et des moqueries de celui-ci vis-à-vis de sa coiffure, ressemblant alors à celle du chanteur John Lennon.

## Biographie
Bob Lennon est domicilié à Pont-de-l'Isère pendant les vingt premières années de sa vie. En 2020, au cours d'une diffusion en direct sur le site de streaming Twitch, il annonce résider en Suisse.

### Rencontre avec TheFantasio974 (2011)
En avril 2011, Bob Lennon rencontre le vidéaste réunionnais TheFantasio974, dit « Fanta », sur le serveur Minecraft Minefield. Celui-ci est le créateur de la chaîne YouTube « TheFantasio974 », sur laquelle est publiée sa série de vidéos Guide pour bien débuter à Minecraft. Fanta propose à Bob de tourner une vidéo en sa compagnie afin de présenter la ville virtuelle dont il est maire, « Azur ».

### BinômeMinecraftà succès (2011 - 2018)
Le 1er avril 2011, Bob lance un podcast nommé Le Bob Lennon Show.
Le 6 avril 2011, Fanta et Bob lancent la série D&Cube. Le concept comptera 5 saisons, la dernière ayant eu lieu en 2017, pour un total de 77 épisodes.
Le 8 avril 2011, la personnalité de Bob ayant convaincu Fanta de continuer les vidéos avec lui, le Fanta Bob Show débute sur la chaîne TheFantasio974. Le Fanta Bob Show est un Let's play sur le jeu Minecraft dans lequel les deux acolytes jouent sur des cartes qu'ils caractérisent comme étant d'« aventures ». Il leur arrive également d'utiliser la série pour présenter des serveurs Minecraft. Elle se termine en octobre 2014, pour un total de 37 épisodes.
En mai 2011, ils sont approchés par le site Internet Jeuxvideo.com, alors à la recherche de chroniqueurs. Ils lancent le 2 juin la chronique Fanta & Bob, les aventuriers de Minecraft, dans laquelle ils découvrent des constructions réalisées par des joueurs. La chronique s'arrête le 19 août 2011.
Le 28 mars 2012, Fanta et Bob publient la vidéo « Enfin ! », où ils se rencontrent en personne pour la première fois sur YouTube.
Le 2 juillet 2013, ils débutent un Let's play sur le jeu Minecraft qui durera tout l'été, « Crusoé ». Ils feront par la suite deux autres saisons, pour un total de 62 épisodes.
Le 22 février 2014, Fanta et Bob démarrent le Let's play « The Dream », une autre série se déroulant sur Minecraft. Ils feront deux autres saisons de « The Dream » pour un total de 144 épisodes.
Le 11 juillet 2015, ils lancent leur propre serveur Minecraft, le FantaBobWorld. Il ferme le 29 août 2018 à la suite du départ de TheFantasio974.
En novembre 2016, Ils commencent des lives sur leur chaîne Twitch FantaBobShow.

### FantaBobGames et la diversification du contenu (depuis 2011)
Le 29 septembre 2011, Fanta et Bob créent la chaîne YouTube FantaBobGames, réservée à un gameplay qu'ils caractérisent comme étant « général », autrement dit aux vidéos dans lesquelles Fanta et Bob ne jouent pas à Minecraft, ce jeu étant réservé à la chaîne TheFantasio974.
Le 13 novembre 2011, Bob Lennon débute les vidéos en « solo » en commençant un Let's Play sur le jeu vidéo Skyrim, intitulé : L'Intégrale Skyrim. Il crée à cette occasion le Pyro-Barbare, un alter ego destructeur et pyromane qui restera associé au caractère de Bob Lennon. La chanson du Pyro-Barbare !, publiée le 30 décembre 2011, est sa vidéo la plus visionnée. La série compte au total 473 épisodes et est la plus populaire de la chaîne.
Le 30 novembre 2011, Bob crée le concept du Nawak Lennon Show , dans lequel il joue à des jeux qu'il considère amusant et décalé, qu'ils soient des jeux AAA, des jeux indépendants, voire des jeux sur navigateur web. La série compte un total de 127 épisodes.
Le 16 octobre 2014, Bob commence un Let's play sur le jeu vidéo intitulé The Evil Within. La série de vidéo connaitra une suite le 13 octobre 2017, lors de la sortie du second opus : The Evil Within 2. Les deux séries comptent un total de 46 épisodes.
Le 19 mai 2015, Bob Lennon débute un Let's play sur le jeu vidéo nommé The Witcher 3: Wild Hunt. Le premier épisode est la quatrième vidéo la plus vue de sa chaîne. La série compte un total de 112 épisodes.
Depuis 2015, Bob Lennon stream chaque jeudi soir Le Stream de la Propreté (abrégé en LSDLP) sur la chaîne Twitch « FantaBobShow » . Les vidéos sont ensuite rediffusées sur la chaîne YouTube « Les lives de Boblennon » , gérée par des fans.
Le 27 avril 2018, TheFantasio974 annonce son départ de YouTube. La chaîne FantaBobGames est alors renommée Bob Lennon, lequel continue les vidéos en solo.

### Financement participatif et campagnes de précommandes (depuis 2020)
Le 11 juin 2020, Bob Lennon lance le financement participatif (sur la plateforme KissKissBankBank) du premier livre dont vous êtes le héros dont il est l'auteur : Les Aventures du Pyro-Barbare (et de Billy) dans : La Forteresse du Chaudron Noir, pour fêter les 2 millions d'abonnés de sa chaîne. La somme de 35 000 euros demandée est atteinte en moins d'une heure, et la barre des 1000 % est dépassée le lendemain du lancement. Au total, le financement aura atteint 1 835 572 euros, soit 5244 % de la somme demandée. Il s'agit alors de la plus grosse collecte de financement participatif en Europe.
Le 27 mai 2022, Bob lance son deuxième financement participatif (toujours sur la plateforme KissKissBankBank) d'un livre dont vous êtes le héros. Il s'agit de la suite de son premier roman, Les Aventures du Pyro-Barbare (et de Billy) dans : La Corne des Sables d'Ivoire. La somme d'argent demandée est de 35 000 euros. À 17 h 05 (avant même que la vidéo annonçant l'ouverture du financement ne soit publiée sur sa chaîne) le projet atteint le palier de 41 % de complétion. Dès 17 h 18, la somme demandée de 35 000 euros est atteinte. Le 28 mai, la barre des 1000 % est dépassée, et le 12 juin, le financement atteint le cap de 1 million d'euros. Au total (le 19 juillet, après une prolongation de 5 jours), le financement aura atteint 1 878 209 euros, soit 5366 % de la somme demandée. Bob Lennon dépasse alors le record de la plus grosse collecte de financement participatif en Europe; record qu'il eût lui-même établi lors de sa première campagne de financement, deux ans auparavant.
Le 25 juin 2024, Bob Lennon lance son troisième financement participatif sur la plateforme KissKissBankBank. Il s'agit de la suite de la « Saga de Billy » : Les Aventures du Pyro-Barbare (et de Billy) dans : La Lance de Valkar. La somme de 35 000 euros demandée est atteinte avant même que la vidéo annonçant l'ouverture du financement ne soit publiée sur sa chaîne. Il atteint les 200% de complétion en une demi-heure, et les 300% en une heure. Dans la nuit du 19 juillet, la campagne atteint le cap de 1 million d'euros. Au total (le 5 septembre, après une prolongation de 15 jours), le financement aura atteint 2 020 451 euros, soit 5773 % de la somme demandée. Bob Lennon dépasse alors une fois de plus son propre record, établi lors de sa deuxième campagne de financement, deux ans plus tôt.
À l'occasion de plusieurs discussions portant sur ses projets de financement, Bob précise qu'il effectue des « campagnes de précommandes ». Il s'agit d'une branche du financement participatif qui ne repose pas sur un système de « paliers » : la somme demandée est toujours fixe. En effet, le succès d'une campagne de précommande n'augmente pas le nombre de produits disponibles à l'achat comme le ferait un financement participatif classique, qui rajoute des produits ou des services jusqu'à sa clôture.

## L'écrivain

### La Saga de Billy
La Saga de Billy est une série de livres-jeux écrite par Bob Lennon et David Kuhn, illustré par Claire Sideralis, et édité par Omaké Books et Link Digital Spirit.
S’inspirant du genre de l’Heroic-Fantasy en y ajoutant des mécaniques issues des jeux de rôle, elle raconte les aventures de Billy, un jeune fermier que les circonstances poussèrent à devenir un héros, dans ses aventures à travers le continent d’Alkior en compagnie de son ami le Pyro-Barbare.
En direct sur la plateforme Twitch, Bob Lennon annonce à de multiples reprises que sa saga de livres sera composée de sept volumes, et en énonce fréquemment les titres :
- Les Aventures du Pyro-Barbare et de Billy dans : La Forteresse du Chaudron Noir
- Les Aventures du Pyro-Barbare et de Billy dans : La Corne des Sables d'Ivoire
- Les Aventures du Pyro-Barbare et de Billy dans : La Lance de Valkar
- Les Aventures du Pyro-Barbare et de Billy dans : Les Noces du Cercle
- Les Aventures du Pyro-Barbare et de Billy dans : L'Île Silencieuse
- Les Aventures du Pyro-Barbare et de Billy dans : L'Ombre du Juge
- Les Aventures du Pyro-Barbare et de Billy dans : La Tour de Nacre et d'Ébène

#### Historique de publication
Le 11 juin 2020, Bob Lennon lance le financement participatif de son premier livre dont vous êtes le héros : Les Aventures du Pyro-Barbare (et de Billy) dans : La Forteresse du Chaudron Noir.
Au départ prévu pour sortir en novembre de la même année, des complications liées à la crise sanitaire de 2020 et au blocage du Canal de Suez entraînent des retards importants. Les premiers exemplaires arrivent finalement en septembre 2021, un peu plus d’un an après la fin de la campagne. Le livre est édité en format librairie par Omaké Books, à partir d’octobre.
Le 27 mai 2022, Bob lance le financement participatif de son deuxième livre dont vous êtes le héros : Les Aventures du Pyro-Barbare (et de Billy) dans : La Corne des Sables d'Ivoire.
La quantité de contenu ajouté en comparaison au premier volume allonge les délais de livraisons. En tout, les 40 % de pages supplémentaire demandent plus de papier que prévu, repoussant la date de sortie après la période de Noël 2023. L'envoi des colis de précommandes débute en janvier 2024, soit un peu plus d'un an et demi après l'annonce du livre. Le format librairie est publié le 2 mai 2024.
Le 25 juin 2024, Bob Lennon lance le financement participatif de son troisième livre dont vous êtes le héros : Les Aventures du Pyro-Barbare (et de Billy) dans : La Lance de Valkar.

#### Système de jeu
Les livres sont divisés en sous-chapitres numérotés nommés « modules », qui sont prévus pour être lus de manière non linéaire en suivant des embranchements que le joueur décide lui-même. À la fin de chaque module lu, le lecteur est amené à choisir entre plusieurs autres modules pour progresser dans l’histoire selon son souhait. Il pourra ainsi tomber sur des objets à récolter, des combats à mener ou des énigmes à résoudre qui formeront au fil du temps une histoire cohérente.
Le jeu offre 4 archétypes de personnages à incarner selon les préférences du joueur, et dispose de nombreuses fins différentes qui s’adaptent au style de jeu et aux décisions prises au cours de l’aventure. Les combats et diverses mécaniques de jeu s'opèrent à l'aide d'un dé à 6 faces, mais les livres incluent également la possibilité de tirer les chiffres sans avoir à utiliser de dé physique. En effet, des dés sont dessinés au bas de chaque page pour permettre à l'utilisateur d'obtenir un résultat en feuilletant le livre au hasard.
Les livres possèdent également une liste de « succès à débloquer », inspirée des plateformes de jeux-vidéos comme Steam, et donnant ainsi au joueur des raisons supplémentaires de relire le livre pour compléter des tâches qui n'ont pas encore étés accomplies.

#### Univers et inspirations
Se déroulant sur le continent fictif d’Alkior, la saga met en scène plusieurs races d’êtres conscients ainsi qu’un large bestiaire de créatures fantastiques dans un monde médiéval où la pratique de la magie est rare mais connue de tous. Les Dieux y existent de manière tangible et accordent des faveurs à leurs adeptes et habitants de ce monde, qui sont régulièrement pris en étau dans le conflit opposant la majorité du Panthéon au 13e Dieu Vetherr, l’ennemi juré de l’Humanité et créateur de toutes les races hybrides.
L’auteur s'inspire de nombreuses œuvres issues de l’Heroic-Fantasy ainsi que du Sword & Sorcery, telles que la Saga du Cycle d'Elric de Michael Moorcock, des Annales du Disque-Monde de Terry Pratchett, ou encore les histoires de Conan le Barbare de Robert E. Howard. Il fait aussi des références de jeux-vidéos comme les séries The Witcher et Golden Axe, ainsi qu' à la série Kaamelot d’Alexandre Astier ou les bandes dessinées d’Astérix et Obélix.

## Liste des travaux

### Écriture
| Année | Titre                                                                           | Notes                                         |
| ----- | ------------------------------------------------------------------------------- | --------------------------------------------- |
| 2021  | Les Aventures du Pyro-Barbare et de Billy dans : La Forteresse du Chaudron Noir | Éditions Omaké Books (ISBN 978-2-37989-058-1) |
| 2024  | Les Aventures du Pyro-Barbare et de Billy dans : La Corne des Sables d'Ivoire   | Éditions Omaké Books (ISBN 978-2-49470-512-8) |

### En guise d'acteur
| Année | Titre                       | Rôle                                   | Notes                           |
| ----- | --------------------------- | -------------------------------------- | ------------------------------- |
| 2012  | Road Runner & Tazmania      | « Caméo inutile »                      | Vidéo du Joueur du Grenier      |
| 2012  | Noob                        | Chef des Pyro-Barbares                 | Web-série, saison 4, épisode 14 |
| 2014  | les JV à la TV... en 1993 ! | Lui-même                               | Hard Corner de Benzaie          |
| 2014  | Les RPG 2                   | Le Pyro-Barbare / l'homme dans l'ombre | Vidéo du Joueur du Grenier      |
| 2015  | Les RPG 3                   | Le Pyro-Barbare / l'homme dans l'ombre | Vidéo du Joueur du Grenier      |
| 2016  | Hardcorner - DARK SOULS III | Jean-Marc Soul                         | Hard Corner de Benzaie          |
| 2017  | Noob                        | Le Pyro-Barbare / l'homme dans l'ombre | Web-série, film 3, saison 8     |
| 2018  | Best Manga, Pire Film !     | Kenshiro                               | Hard Corner de Benzaie          |
| 2018  | Harry Potter                | Georges Tuséki                         | Vidéo du Joueur du Grenier      |
| 2020  | 11 ans de JDG               | Le Pyro-Barbare / Georges Tuséki       | Vidéo du Joueur du Grenier      |
| 2021  | Hard Corner Z               | Le client                              | Hard Corner de Benzaie          |
| 2023  | Scooby-doo                  | Sammy                                  | Vidéo du Joueur du Grenier      |

### Doublage
| Année | Titre                                                        | Rôle                                                            | Notes                                             |
| ----- | ------------------------------------------------------------ | --------------------------------------------------------------- | ------------------------------------------------- |
| 2014  | Les Starbarbares                                             | Killgar (voix française)                                        | Web-série d'animation de Harry Partridge (en)     |
| 2014  | Hard Corner, le film                                         | Alpha Man                                                       | Long métrage par Benzaie                          |
| 2015  | Streets of Fury EX                                           | Lui-même                                                        | Jeu vidéo                                         |
| 2017  | JoJo's Bizarre Adventure (Arc 1) EN 5 MINUTES                | Dio Brando                                                      | Vidéo par Re:Take                                 |
| 2019  | Onirism                                                      | Un général (voix française)                                     | Jeu vidéo                                         |
| 2019  | Warcraft II                                                  | Tous les personnages (pack de voix)                             | Jeu vidéo                                         |
| 2019  | Quand Takagi me taquine (Karakai jōzu no Takagi-san)         | Takao (voix française)                                          | Série d'animation                                 |
| 2019  | Dio VS Dracula                                               | Dio Brando                                                      | Vidéo par Epic Pixel Battle                       |
| 2019  | JoJo's Bizarre Adventure (Arc 2) EN 10 MINUTES               | Dio Brando / Wham / Esidisi                                     | Vidéo par Re:Take                                 |
| 2019  | Valhalla,                                                    | Jacques Tréteaux                                                | Série audio de la RTBF, épisodes 2, 5 et 6        |
| 2020  | StarFlint: The Black Hole Prophecy                           | Skavr, Robot, Zorg, Triam (voix française)                      | Jeu vidéo                                         |
| 2020  | Le Donjon de Naheulbeuk : L'Amulette du Désordre             | Narzatok / Gisbert Falgoude                                     | Jeu vidéo                                         |
| 2020  | The Elder Scrolls Online: Greymoor                           | Leiborn (voix française)                                        | Jeu vidéo                                         |
| 2021  | Doc Abeilles,                                                | Docteur Jean Bonnes-Manières/Doc Abeilles (voix française)      | Animation de Harry Partridge, en anglais Dr. Bees |
| 2021  | Vinland Saga                                                 | Villageois (voix française) Soldat de Thorkell (voix française) | Série d'animation, épisodes 3 et 18               |
| 2024  | HARD CORNER - Wall-E Raciste 2 Le RETOUR ! (Short Circuit 2) | Bot LennOn                                                      | Hard Corner de Benzaie                            |

### Chant
| Année | Titre                                | Rôle                                      | Collaborateur(s) | Notes |
| ----- | ------------------------------------ | ----------------------------------------- | --- | --- |
| 2011  | La Chanson du Pyro-Barbare !         | Parolier, chanteur, mastériseur et mixeur | | Parodie de la chanson Dovahkiin issue du jeu vidéo The Elder Scrolls V: Skyrim |
| 2013  | Roi du metal !                       | Parolier, chanteur, mastériseur et mixeur | Parodie de la chanson Leather Rebel du groupe Judas Priest | |
| 2013  | Les Métalleux                        | Parolier, chanteur, mastériseur et mixeur | Sébastien Rassiat au chant | Parodie de la chanson Beelzeboss du groupe Tenacious D |
| 2014  | Daedrique — Hymne à Serana           | Parolier, chanteur, mastériseur et mixeur | | Parodie de la chanson Infernale issue du film d'animation Le Bossu de Notre-Dame |
| 2015  | Nuits d'insomnie                     | Parolier, chanteur, mastériseur et mixeur | Parodie de la chanson Nuits d'Arabie issue du film d'animation Aladdin | |
| 2016  | Skyrim Training Montage : UN BARBARE | Parolier, chanteur, mastériseur et mixeur | Mioune au chant | Parodie de la chanson Comme un homme issue du film d'animation Mulan |
| 2022  | La Forteresse du Chaudron Noir !!    | Parolier et chanteur                      | Paul Thureau (composition et arrangement orchestral), Jussi Kulomaa (mixage), Jaakko Viitalähde (mastering), Augustin Losi (enregistrement des chœurs), ainsi que huit abonnés anonymes (chœurs). | Les huit abonnés avaient acquis, lors de la réservation du livre « La Forteresse du Chaudron Noir », le pack de financement permettant de participer à l'enregistrement en guise de choriste.   |
| 2024  | La Corne des Sables d'Ivoire         | Parolier et chanteur                      | Charles Phily (composition, arrangement, mastering et mixage), Alexandre Cochard (modélisation et animation 3D), Elyse Phelip (chant), ainsi que dix-sept abonnés anonymes (chœurs).              | Les dix-sept abonnés avaient acquis, lors de la réservation du livre « La Corne des Sables d'Ivoire », le pack de financement permettant de participer à l'enregistrement en guise de choriste. |

## Autres participations
En octobre 2011, Bob Lennon participe, en tant qu'invité, à l'épisode pilote du talk-show « Ze Show », organisé par Biloulette, LyonHead et leur équipe.
Bob Lennon est un personnage jouable dans le jeu vidéo Streets of Fury EX, un jeu beat them all sorti en 2015.
Il apparait dans la minute de silence du court-métrage SUPER CRAYON par Mathieu Sommet, avec d'autre Youtubeurs en soutien aux victimes de l'attentat contre Charlie Hebdo.
De 2015 à 2018, il est l'un des joueurs d'une séries de jeux de rôles sur table de la chaîne Bazar du Grenier du nom d'Aventures.
Depuis 2018, il prête ses traits au personnage de Miles dans la bande dessinée Witch Memory, dans laquelle sont aussi présents Frédéric Molas et Sébastien Rassiat de Joueur du Grenier, et Benzaie. Il double également son personnage dans les dialogues audio de la BD.
Une tenue de son personnage nommé le « Pyro-barbare » est présente dans le jeu vidéo Onirism, sorti en accès anticipé en avril 2019, et dans lequel Bob prête également sa voix à un des personnages.
En 2019, il crée un pack de voix pour Warcraft II lors d'un partenariat avec GOG.com.
Le 20 janvier 2020, Bob se livre sur son parcours à l'occasion d'un épisode de l'émission Zack en Roue Libre, présenté par Zack Nani. L'interview a été visionnée plus d'un million de fois.
En 2021, il participe à la cinquième édition du Z Event organisée au profit d'Action contre la faim. Il récolte alors personnellement 119 131 €, contribuant à la somme de 10 064 480 € atteinte cette année-là.
En 2022, Bob Lennon prend part à la sixième édition du Z Event organisée au profit de Sea Shepherd, LPO, WWF, et The SeaCleaners. Il récolte alors personnellement 116 247 €, contribuant à la somme de 10 182 126 € atteinte cette année-là.
Le 11 juillet 2022, il affronte son collègue Benzaie à l'occasion d'un épisode en direct de Le Duel, émission produite par Prime Video et présentée par le streamer Jiraya.
Le 24 septembre 2023, Bob participe à un épisode de J'ai poussé chez vous, émission de musculation présentée par le vidéaste et vulgarisateur culturiste Ironquest.
Le 16 mars 2024, Bob Lennon est invité sur le plateau de Les Termes, à l'occasion du sixième épisode de l'émission présentée par Fréderic Molas et Sebastien Rassiat. La vidéo a été visionnée par plus de 400 000 personnes.
En 2024, Bob Lennon prend part à la septième édition du Z Event organisée au profit de Les Bureaux du Cœur, Solidarité Paysans, Secours Populaire, Chapitre 2, et Cop1. Il récolte alors personnellement 35 418 €, contribuant à la somme de 10 145 881 € atteinte cette année-là.
Le 16 avril 2025, Bob affronte ZeratoR, TheGreatReview, Marcus et WhatAFail à l'occasion d'un épisode de Red Bull GeoGamers, une émission Red Bull produite par Crossfade Ink.